# Cantone di Saint-Dié-des-Vosges-Est
Il Cantone di Saint-Dié-des-Vosges-Est era una divisione amministrativa dell'arrondissement di Saint-Dié-des-Vosges.
È stato soppresso a seguito della riforma complessiva dei cantoni del 2014, che è entrata in vigore con le elezioni dipartimentali del 2015.
Comprendeva parte della città di Saint-Dié-des-Vosges e i comuni di:
- Ban-de-Laveline
- Bertrimoutier
- Coinches
- Combrimont
- Frapelle
- Gemaingoutte
- Lesseux
- Nayemont-les-Fosses
- Neuvillers-sur-Fave
- Pair-et-Grandrupt
- Raves
- Remomeix
- Sainte-Marguerite
- Saulcy-sur-Meurthe
- Wisembach